# Dornier Cs I
Die Dornier Cs I (auch: Zeppelin-Lindau Cs I) war ein deutsches Marine-Aufklärungsflugzeug des Ersten Weltkriegs.

## Entwicklung
Am 1. Dezember 1917 erhielt das Zeppelin-Werk in Lindau einen Auftrag des Reichsmarineamts (RMA) zur Entwicklung eines Flugzeugs der Marineklasse C 3 M.G. (zweisitziges Schwimmerflugzeug mit zwei starren und einem beweglichen MG) aus Duraluminium mit einem 195-PS-Motor Benz Bz IIIb. Gefordert wurden neben einer guten Wendigkeit und Sichtverhältnissen für die Besatzung 170 km/h Höchstgeschwindigkeit im Horizontalflug, 3,5 h Flugdauer und Seefähigkeit bis Windstärke 3. Die Bestellung umfasste drei Flugzeuge, für die das RMA die Marine-Nummern 8501 bis 8503 bestimmte. Die Übergabe in flugbereitem Zustand an das Seeflugzeug-Versuchskommando in Warnemünde (SVK) war für die ersten beiden Exemplare bis zum 10. Februar 1918, für das Letzte bis zum 20. Februar veranschlagt. Bei der Auftragsvergabe wies das RMA ausdrücklich darauf hin, dass mit dem Typ ein Vergleichsfliegen mit der Hansa-Brandenburg W.29, einer mit Stoff bespannten Holzkonstruktion, erfolgen sollte, augenscheinlich, um die Leistungsfähigkeit der neuen Ganzmetallbauweise in Bezug zur herkömmlichen Bauart zu erproben. Aus diesem Grund erging der Entwicklungsauftrag über drei Exemplare auch an Junkers in Dessau. Das Unternehmen war die neben Zeppelin-Lindau einzige deutsche Firma, die schon Erfahrungen im Bau von Metallflugzeugen aufweisen konnte und als Reaktion ihr erstes Schwimmerflugzeug Junkers J 11 entwarf.
Zeppelins Chefkonstrukteur Claude Dornier begann noch im Dezember 1917 mit der Projektierung und entwarf einen Tiefdecker mit Metallrumpf in selbsttragender Schalenbauweise und tief angesetztem Seitenleitwerk, um dem Beobachter ein freies Schussfeld nach hinten zu ermöglichen. Die drei als Zeppelin-Lindau (Dornier) Cs I bezeichneten Flugzeuge erhielten firmenintern die Baunummern 10351/51 bis 10351/53. Der Bau der einzelnen Baugruppen erfolgte im Lindauer Stadtteil Reutin, der Zusammenbau auf der Seemooser Werft in Friedrichshafen.

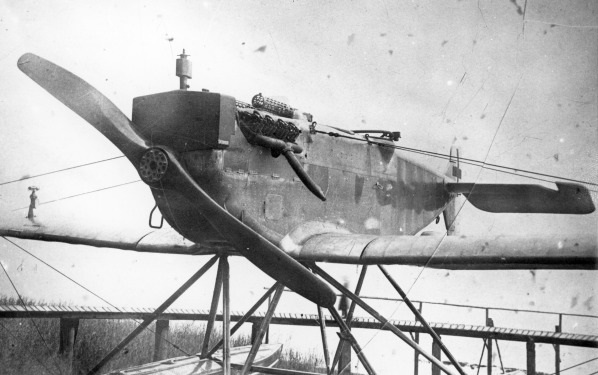
Die modernisierte Cs I, Marine Nr. 8503

Der Termin für die Übergabe konnte bei weitem nicht eingehalten werden. Am 11. Mai 1918 startete Zeppelins Werkspilot Weiss mit der ersten Cs. I, Marine Nr. 8501, zum Jungfernflug auf dem Bodensee. Im Juni wurden Belastungstests durchgeführt, bei denen jede Tragfläche mit dem 2½-fachen der Startmasse in Form sand- oder bleigefüllter Säcke belastet wurde, was die Nr. 8501 ohne Probleme überstand, so dass sie noch bis zum Ende des Monats weitere Testflüge absolvieren konnte. Fünf Monate nach dem geplanten Übergabetermin wurde dann endlich die zweite Cs I, Marine Nr. 8502, an das SVK Warnemünde überstellt. Sie war bis auf die Flettner-Klappen an den Querrudern mit dem ersten Exemplar weitgehend baugleich. Bei der Auswertung der mit ihr durchgeführten Testreihe am 1. August 1918 im Beisein von Zeppelin-Lindau-Vertretern wurde das unzuverlässig arbeitende untersetzungslose Triebwerk, eine unzureichende Längsstabilität sowie die beiden einen hohen Luftwiderstand erzeugenden seitlich am Rumpf angebrachten „Ohrenkühler“ beanstandet. Claude Dornier beantragte deshalb für das dritte Versuchsmuster einen Benz Bz IIIa mit Untersetzungsgetriebe. Weiterhin sollte die Stabilität um die Längsachse durch ein vergrößertes Höhensteuer verbessert werden. Ein weiterer Punkt betraf die zu kleinen Schwimmer, die an der Unterseite im vorderen Bereich bis zur Stufe einen zu steilen Winkel aufwiesen. Die „Ohrenkühler“ sollten durch einen Frontkühler ersetzt werden. Es wurde beschlossen, die Cs I mit der Marine Nr. 8503 mit diesen Änderungen zu vollenden und die beiden anderen Flugzeuge auf diesen Stand nachzurüsten. Der Bau des dritten Flugzeugs begann am 25. Oktober 1918. Die Erprobung dieser Cs I fand bis Mitte November statt, doch wurde sie nicht mehr ausgeliefert. Auch die Modernisierung von Nr. 8501 und 8502 wurde bedingt durch die Kriegslage nicht mehr durchgeführt.
Nach dem Waffenstillstand wurden die Flugzeuge vorerst eingelagert. Die Nr. 8502 wurde am 20. Januar 1919 bei einem Brand zerstört. Die anderen beiden Cs I wurden erst in Lindau dann in Seemoos abgestellt. Nr. 8501 wurde am 3. Juni 1919 vom Reichsverwertungsamt aufgekauft und zur Verschrottung vorgesehen. Ob dies zur Ausführung kam, ist wie auch die weitere Verwendung beider Exemplare nach 1920 nicht bekannt. Es besteht die Möglichkeit, dass sie an die schweizerische Ad Astra abgegeben wurden, da eine diesbezüglich für zwei Cs I erteilte Ausfuhrgenehmigung vom 12. Januar 1921 existiert.

## Aufbau
Die Cs I war ein als Tiefdecker ausgelegtes Ganzmetallflugzeug mit rechteckigem Rumpfquerschnitt und selbsttragender Schalenbauweise mit Rahmenspanten und Glattblechhülle aus Leichtmetall. Das Tragwerk bestand aus zwei Holmen aus Stahl und Duraluminiumrippen und war mit Stoff bespannt. Die Tragflächen mit einer Tiefe von 2,5 m waren auf jeder Seite mit je zwei Profildrähten an Ober- und Unterseite zum Rumpf bzw. Schwimmer hin v-förmig verspannt. Die anfängliche V-Stellung von 0° wurde später auf 2° erhöht. Das Leitwerk bildete eine Leichtmetallkonstruktion mit Stoffbespannung, im Fall des Seitenleitwerks mit Metallbeplankung. Die Höhenflosse besaß ein negatives Profil. Alle Ruder verfügten über einen Hornausgleich, die Querruder wurden später mit Flettner-Rudern ausgestattet. Das Schwimmwerk der Cs I bestand aus zwei parallel zueinander stehenden und mit Streben untereinander und mit dem Rumpf verbundenen, einstufigen Schwimmern von 5,80 m Länge. Die Unterseite war im vorderen Bereich flach und im hinteren gekielt, der Inhalt betrug je 2600 l.

## Technische Daten
| Kenngröße             | Daten |
| --------------------- | --- |
| Besatzung             | 2 |
| Spannweite            | 13,28 m |
| Länge                 | 8,88 m |
| Höhe                  | 3,04 m |
| Flügelfläche          | 31,60 m² |
| Flügelstreckung       | 5,6 |
| Rüstmasse             | 950 kg |
| Startmasse            | 1425 kg |
| Antrieb               | ein wassergekühlter Achtzylinder-V-Motor mit starrer Zweiblatt-Holzluftschraube Heine (⌀ 2,75 m)                                     |
| Typ                   | Benz Bz IIIb |
| Nennleistung          | 195 PS (143 kW) bei 1700/min |
| Kraftstoffvorrat      | 220 l |
| Höchstgeschwindigkeit | 133 km/h in Bodennähe |
| Steigzeit             | 11,8 min auf 1000 m Höhe 24,2 min auf 2000 m Höhe 48,5 min auf 3000 m Höhe                                                           |
| Dienstgipfelhöhe      | 3000 m |
| Reichweite            | 600 km |
| Flugdauer             | 3,5 h |
| Bewaffnung            | zwei starre lMG 08/15 Spandau (je 500 Schuss) ein bewegliches Gast-MG Modell 17 (1800 Schuss) auf Hussmann-Normal-MG-Ring (⌀ 0,75 m) |